# A1 Ethniki 2014-2015
La A1 Ethniki 2014-2015 è stata la 75ª edizione del massimo campionato greco di pallacanestro maschile. La vittoria finale è stata ad appannaggio dell'Olympiakos.

## Regolamento
Le squadre retrocesse al termine della Regular Season 2013-2014, ovvero Īlysiakos e Ikaros Chalkidas sono state rimpiazzate dalle neopromosse AEK Atene e Koroivos Amaliadas (alla prima apparizione nella massima divisione ellenica).
Le 14 squadre partecipanti disputano un girone unico all'italiana, con partite d'andata e ritorno. Al termine della stagione regolare, le prime otto classificate sono ammesse ai play-off per il titolo. Sono previste due retrocessioni in A2 Ethniki.

## Regular season
|     | Squadra            | G  | V  | P  | PF   | PS   | Diff. | Pt. | Qualificazione           |
| --- | ------------------ | -- | -- | -- | ---- | ---- | ----- | --- | ------------------------ |
| 1.  | Olympiakos         | 26 | 25 | 1  | 2160 | 1689 | 471   | 51  | playoffs                 |
| 2.  | Panathīnaïkos      | 26 | 23 | 3  | 2102 | 1672 | 430   | 49  | playoffs                 |
| 3.  | PAOK Salonicco     | 26 | 19 | 7  | 1911 | 1802 | 109   | 45  | playoffs                 |
| 4.  | Aris Salonicco     | 26 | 16 | 10 | 1886 | 1847 | 39    | 42  | playoffs                 |
| 5.  | AEK Atene          | 26 | 15 | 11 | 2084 | 1965 | 119   | 41  | playoffs                 |
| 6.  | Rethymno           | 26 | 14 | 12 | 1926 | 1931 | -5    | 40  | playoffs                 |
| 7.  | Kolossos Rodi      | 26 | 13 | 13 | 1893 | 1956 | -63   | 39  | playoffs                 |
| 8.  | Koroivos Amaliadas | 26 | 11 | 15 | 1886 | 1952 | -66   | 37  | playoffs                 |
| 9.  | Drama              | 26 | 10 | 16 | 1853 | 1906 | -53   | 36  |                          |
| 10. | Apollon Patrasso   | 26 | 10 | 16 | 1719 | 1808 | -89   | 35  |                          |
| 11. | Neas Kīfisias      | 26 | 9  | 17 | 1862 | 1958 | -95   | 35  |                          |
| 12. | Aries Trikala      | 26 | 8  | 18 | 2008 | 2196 | -188  | 34  |                          |
| 13. | Panelefsiniakos    | 26 | 6  | 20 | 1801 | 2078 | -277  | 31  | retrocesse in A2 Ethniki |
| 14. | Paniōnios          | 26 | 3  | 23 | 1814 | 2118 | -304  | 29  | retrocesse in A2 Ethniki |

## Playoff
|  | Quarti di finale | Quarti di finale   | Quarti di finale |               |                | Semifinali    | Semifinali | Semifinali |  |  | Finali | Finali     | Finali |
|  |                  |                    |                  |               |                |               |            |            |  |  |        |            |        |
|  | 1.               | Olympiakos         | 2                |               |                |               |            |            |  |  |        |            |        |
|  | 8.               | Koroivos Amaliadas | 0                |               |                |               |            |            |  |  |        |            |        |
|  | 8.               | Koroivos Amaliadas | 0                |               | 1.             | Olympiakos    | 3          |            |  |  |        |            |        |
|  |                  |                    |                  |               | 1.             | Olympiakos    | 3          |            |  |  |        |            |        |
|  |                  | 4.                 | Aris Salonicco   | 1             |                |               |            |            |  |  |        |            |        |
|  | 4.               | 4.                 | Aris Salonicco   | 1             | Aris Salonicco | 2             |            |            |  |  |        |            |        |
|  | 4.               |                    |                  |               | Aris Salonicco | 2             |            |            |  |  |        |            |        |
|  | 5.               | AEK Atene          | 1                |               |                |               |            |            |  |  |        |            |        |
|  |                  |                    |                  |               |                |               |            |            |  |  | 1.     | Olympiakos | 3      |
|  |                  |                    | 3.               | Panathīnaïkos | 0              |               |            |            |  |  |        |            |        |
|  | 2.               | Panathīnaïkos      | 2                |               |                |               |            |            |  |  |        |            |        |
|  | 7.               | Kolossos Rodi      | 1                |               |                |               |            |            |  |  |        |            |        |
|  | 7.               | Kolossos Rodi      | 1                |               | 2.             | Panathīnaïkos | 3          |            |  |  |        |            |        |
|  |                  |                    |                  |               | 2.             | Panathīnaïkos | 3          |            |  |  |        |            |        |
|  |                  | 3.                 | PAOK Salonicco   | 0             |                |               |            |            |  |  |        |            |        |
|  | 3.               | 3.                 | PAOK Salonicco   | 0             | PAOK Salonicco | 2             |            |            |  |  |        |            |        |
|  | 3.               |                    |                  |               | PAOK Salonicco | 2             |            |            |  |  |        |            |        |
|  | 6.               | Rethymno           | 1                |               |                |               |            |            |  |  |        |            |        |

| A1 Ethniki 2014-2015  |
| --------------------- |
| Olympiakos 11º titolo |

## Squadra vincitrice
| N° | Naz.                   | Ruolo | Sportivo              |  | Alt. |  |
| -- | ---------------------- | ----- | --------------------- |  | ---- |  |
| 4  | Stati Uniti (bandiera) | AG    | Brent Petway          |  | 205  |  |
| 5  | Liberia (bandiera)     | AC    | Othello Hunter        |  | 203  |  |
| 6  | Stati Uniti (bandiera) | C     | Bryant Dunston        |  | 203  |  |
| 7  | Grecia (bandiera)      | G     | Vasilīs Spanoulīs     |  | 193  |  |
| 9  | Grecia (bandiera)      | AP    | Iōannīs Papapetrou    |  | 206  |  |
| 10 | Grecia (bandiera)      | P     | Kōstas Sloukas        |  | 190  |  |
| 14 | Grecia (bandiera)      | GA    | Andreas Christodoulou |  | 197  |  |
| 15 | Grecia (bandiera)      | A     | Giōrgos Printezīs     |  | 204  |  |
| 16 | Grecia (bandiera)      | AC    | Dīmītrīs Agravanīs    |  | 208  |  |
| 17 | Grecia (bandiera)      | G     | Vaggelīs Mantzarīs    |  | 196  |  |
| 18 | Grecia (bandiera)      | C     | Vasilīs Kavvadas      |  | 205  |  |
| 19 | Grecia (bandiera)      | G     | Dīmītrīs Katsivelīs   |  | 197  |  |
| 20 | Croazia (bandiera)     | G     | Oliver Lafayette      |  | 188  |  |
| 21 | Stati Uniti (bandiera) | AP    | Tremmell Darden       |  | 196  |  |
| 22 | Grecia (bandiera)      | P     | Vasilīs Mouratos      |  | 193  |  |
| 24 | Belgio (bandiera)      | G     | Matt Lojeski          |  | 198  |  |
| 27 | Grecia (bandiera)      | AC    | Michalīs Tsairelīs    |  | 208  |  |
|    | Grecia (bandiera)      | All.  | Giannīs Sfairopoulos  |  |      |  |

## Premi e riconoscimenti
- A1 Ethniki MVP:  Aleksandăr Vezenkov, Aris Salonicco
- A1 Ethniki MVP finali:  Vasilīs Spanoulīs, Olympiakos &  Giōrgos Printezīs Olympiakos
- A1 Ethniki allenatore dell'anno:  Giannīs Sfairopoulos, Olympiakos
- A1 Ethniki Difensore dell'anno:  Bryant Dunston, Olympiakos
- A1 Ethniki miglior giovane:  Aleksandăr Vezenkov, Aris Salonicco
- Quintetto ideale della A1 Ethniki:
  -  Vasilīs Spanoulīs, Olympiakos
  -  Kōstas Sloukas, Olympiakos
  -  Aleksandăr Vezenkov, Aris Salonicco
  -  Giōrgos Printezīs, Olympiakos
  -  Loukas Maurokefalidīs, Panathīnaïkos